# Норейка, Пранас Миколович
Пранас Миколович Норейка (15 октября 1927, Аукштелькай, Радвилишкский район — 17 сентября 2021, Электренай) — советский хозяйственный деятель, Герой Социалистического Труда (1966).

## Биография
Родился в 1927 году в селе Аукштелькай. Член КПСС.
В 1945—2010 гг.:
- 1945-1946 — электрик локомотивного депо Радвилишкис,
- 1946-1950 — учащийся Каунасского техникума,
- 1950-1955 — студент-заочник Каунасского политехнического института,
- 1950-1955 — дежурный по пульту управления, начальник смены Петрашюнайской электростанции,
- 1955-1957 — мастер по ремонту высоковольтного оборудования,
- 1957-1960 — начальник Энергетического управления совнархоза Литовской ССР,
- 1960-2010 — начальник строительства, с 1962 г. первый директор Литовской ГРЭС.

Указом Президиума Верховного Совета СССР от 4 октября 1966 года присвоено звание Героя Социалистического Труда с вручением ордена Ленина и золотой медали «Серп и Молот».
Избирался депутатом Верховного Совета СССР 10-го и 11-го созывов, Верховного Совета Литовской ССР 9-го созыва. С 1988 г. заместитель председателя Совета Союза.
Скончался 17 сентября 2021 года.

## Награды
- Герой Социалистического Труда (1966),
- Орден «Знак Почёта» (1960),
- Заслуженный инженер ЛитССР (1965),
- Орден Ленина (1966),
- Орден Трудового Красного Знамени (1976),
- Орден Дружбы народов (1981),
- Почётный гражданин Электренайского самоуправления (2000),
- Рыцарский крест ордена Великого князя литовского Гедиминаса 5-й степени (2001),
- Медаль Министерства экономики Литовской Республики «За заслуги перед бизнесом» (2007),
- Командорский крест ордена «За заслуги перед Литвой» (2008),
- Медали СССР, ЛитССР и Литовской Республики.